# 章绘
章绘（1416年—1476年），字尚素，号勉斋，浙江鄞县（今属宁波市海曙区）人，明朝政治人物。

## 生平
生于永乐十四年（1416年）丙申十月十五日。正统四年（1439年）登己未科进士。授南京兵部车驾主事。正统七年（1442年）三月擢工部都水员外郎。历刑部山东司及四川司郎中。景泰三年（1452年）三月由刑部郎中升职为山西按察司副使署郎中事。天顺元年（1458年）七月调任江西按察司。天顺八年（1465年）三月诏以江西按察司副使出任河南右布政使；成化五年（1469年）二月，升为河南左布政使。成化十二年（1476年）二月十五日，卒。